# Lucban
Lucban è una municipalità di terza classe delle Filippine, situata nella Provincia di Quezon, nella regione di Calabarzon.
Lucban è formata da 32 baranggay:
- Abang
- Aliliw
- Atulinao
- Ayuti
- Barangay 1 (Pob.)
- Barangay 2 (Pob.)
- Barangay 3 (Pob.)
- Barangay 4 (Pob.)
- Barangay 5 (Pob.)
- Barangay 6 (Pob.)
- Barangay 7 (Pob.)
- Barangay 8 (Pob.)
- Barangay 9 (Pob.)
- Barangay 10 (Pob.)
- Igang
- Kabatete

- Kakawit
- Kalangay
- Kalyaat
- Kilib
- Kulapi
- Mahabang Parang
- Malupak
- Manasa
- May-It
- Nagsinamo
- Nalunao
- Palola
- Piis
- Samil
- Tiawe
- Tinamnan